# 크리스토포로스

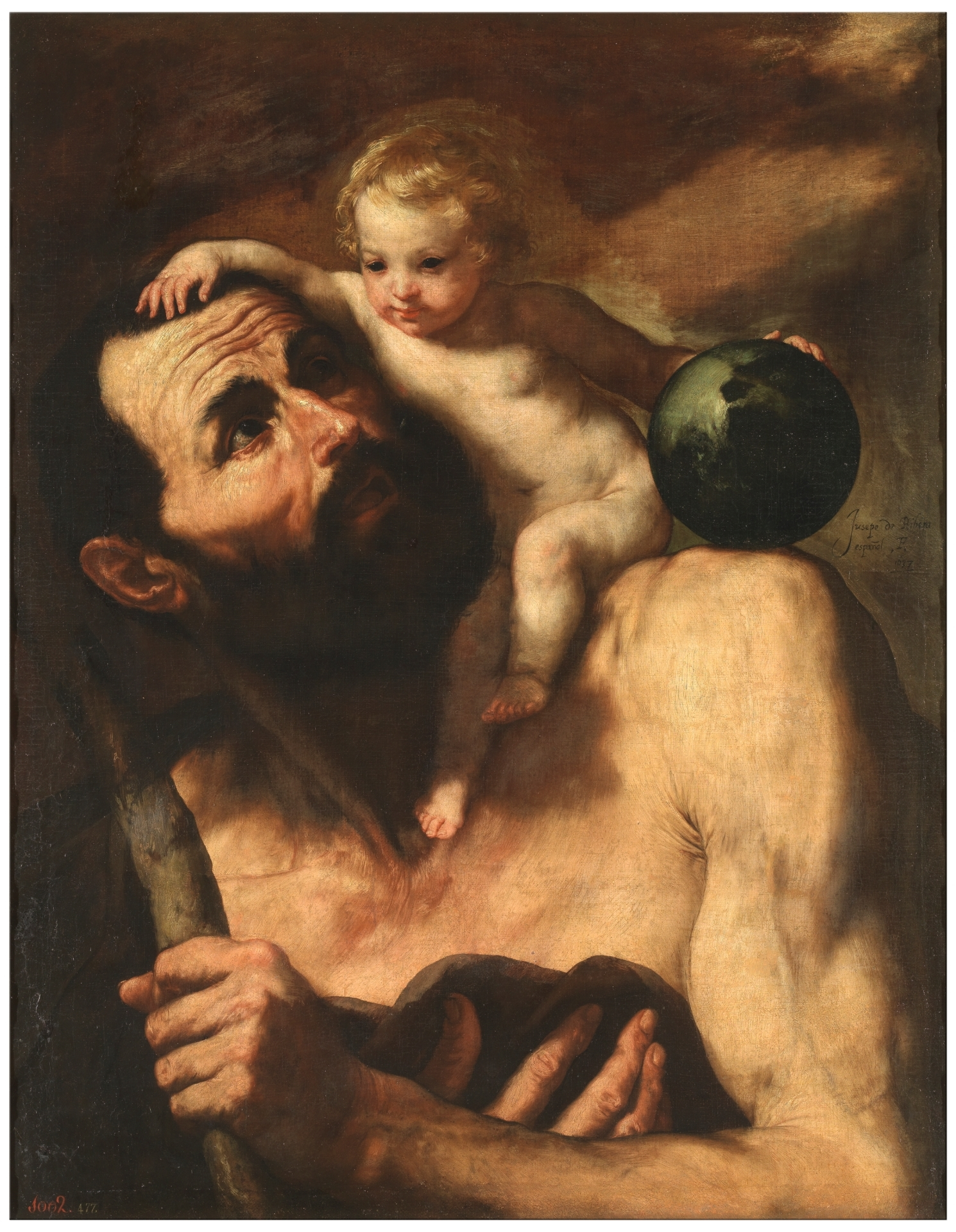
성 크리스토포로스

크리스토포로스(그리스어: Άγιος Χριστόφορος, ? - 251년)는 로마 제국 시대 순교한 그리스도인 가운데 한 사람으로서. 기독교의 순교 성인이다. 로마 가톨릭에서의 축일은 7월 25일, 동방 정교회에서의 축일은 5월 9일이다. 흔히 어린아이 모습을 한 예수 그리스도를 업고 가는 거인 남자로 그려진다. 등산가·산악인·운동선수·운전사·철도 노동자·짐꾼·여행자의 수호 성인이다.

## 행적
크리소토포로스에 관해서는 수많은 이야기들이 무성하며, 그 중에서 확실한 사실은 그가 소아시아에서 죽었다는 것과 5세기에 비티니아(오늘날의 튀르키예)에서 공경을 받았다는 것이다.
크리스토포로스의 원래 이름은 레프로부스였으며 가나안 출신의 거인으로, 세상에서 가장 힘센 사람을 섬기면서 살기를 원했다고 한다. 오랫동안 그는 한 왕을 섬겼으나 그 왕이 악마를 두려워한다는 사실을 알고 그를 떠났다. 레프로부스는 악마를 찾아가 섬기게 해달라고 부탁했으나 십자가를 피하는 것을 보고 악마가 누군가 좀 더 힘센 존재를 두려워한다는 것을 알게 되었다. 이후 레프로부스는 한 은수자를 만나 예수 그리스도의 권능에 대해 설교를 듣게 되었다. 은수자는 그에게 가난한 사람들을 섬기는 일이 곧 그리스도를 섬기는 것이라며 강가에 머물며 가난한 여행자들을 건네주라고 말했다. 그 말에 따라 레프로부스는 강가에서 돈이 없어 배를 타고 가지 못하는 순례자나 여행객들을 자기 어깨에 올려 태우고 건네주는 일을 하였다.

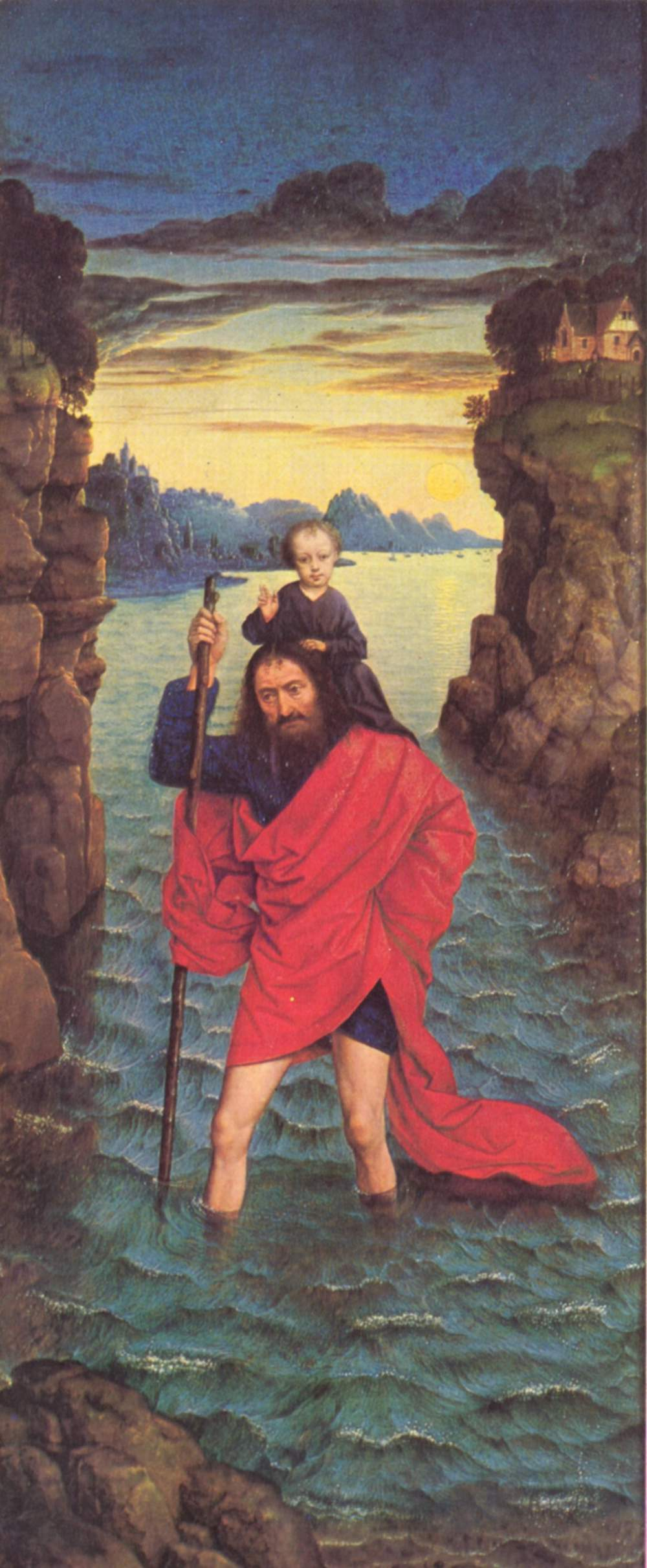
그리스도를 업고 가는 크리스토포로스.

그러던 어느 날, 한 조그마한 어린아이가 찾아와 그에게 강을 건너게 해달라고 부탁했다. 크리스토포로스는 당연히 어린아이를 자기 어깨에 메고 강으로 들어갔다. 그런데 강을 건너는 동안, 아이의 무게는 점점 무거워졌다. 레프로부스는 마치 세계 전체를 짊어지고 있는 듯한 느낌을 받았다. 아이가 믿을 수 없을 만큼 무거워졌으나 레프로부스는 강 반대편 기슭으로 지팡이를 뻗어 겨우 버틸 수 있었다. 아이는 “너는 지금 전 세계를 옮기고 있는 것이다. 내가 바로 네가 그토록 찾던 왕 예수 그리스도이다.” 라며 자신이 그리스도임을 밝혔고 그 순간 뭍에 닿은 레프로부스의 지팡이에서 푸른 잎이 돋아나고 땅에 뿌리를 내려 종려나무가 됨으로써 그리스도의 힘이 드러났다. 이후 레프로부스는 그리스어로 그리스도를 업고가는 사람을 뜻하는 크리스토포로스라고 불리게 되었다.
전설에 의하면, 크리스토포로스는 로마 황제 데키우스 때 리치아에서 순교했다고 전해진다. 그는 군병들에 의해 포박된 뒤 기둥에 묶여 여러 개의 화살이 그를 향해 발사되었으나 기적적으로 어느 것 하나 맟히지 못하고, 대신 사모스의 왕 다그누스의 눈을 맞히었다. 화살로도 죽일 수 없자 할 수 없이 참수형에 처해져 순교하였다. 나중에 크리스토포로스의 피를 진흙에 섞어 다그누스 왕의 눈에 바르자 놀랍게도 다쳤던 눈이 금세 나았으며, 왕은 이에 감동하여 기독교로 개종하였다. 450년경 칼케돈에서 그를 기념하는 성당이 건립되었다.